# شركة يوميتا
شركة يوميتا (باليابانية: ゆめ太カンパニー) وتعرف سابقًا بأسم تيو أنيميشن
(باليابانية: 株式会社TYOアニメーションズ، بالروماجي:  Kabushiki gaisha TYO Animēshonzu) هو استوديو رسوم متحركة ياباني، تأسيس في عام 1990، تم تشكيلها في الأصل كدمج لشركة هال فيلم ميكر وشركة يوميتا.

## التاريخ
اندمجت شركة تيو مع شركتيها التابعة في استوديو الأنمي، شركة يوميتا وشركة هال فيلم ميكر، في 1 يوليو عام 2009. استوعبت شركة يوميتا شركة هال فيلم ميكر وغيرت اسمها إلى تيو أنيميشن.
في 1 ديسمبر عام 2017 ، أعلنت Memory Tech Holdings أنها حصلت على تيو أنيميشن، وجعلتها شركة تابعة لـ Graphinica. كما أعلنوا أن اسم الشركة سوف يعود لشركة يوميتا.

## أعمال الاستوديو
- الأوتار الذهبية (2006)
- حماس كرة القدم (2012 ــ 2013)[3]
- فتاة الذئب والأمير الأسود (2014)[4]
- اكون تو كانوجو (2018)[5]

### أوفا
- نغم (2015)[6]

## وصلات خارجية
- الموقع الرسمي (باليابانية)

شركة يوميتا على موقع IMDb (الإنجليزية)
- شركة يوميتا على موقع ANN company (الإنجليزية)